# Yankoro
Yankoro est une localité située dans le département de Kona de la province du Mouhoun dans la région de la Boucle du Mouhoun au Burkina Faso.

## Éducation et santé
Le centre de soins le plus proche de Yankoro est le centre de santé et de promotion sociale (CSPS) de Kona tandis que le centre hospitalier régional (CHR) se trouve à Dédougou.